# Petrogale
Petrogale (česky klokan, toto jméno je však používáno pro více různých rodů) je rod australských vačnatců z řádu dvojitozubci (Diprotodontia) a čeledi klokanovití (Macropodidae).

## Taxonomie a evoluce
Rod Petrogale popsal John Edward Gray roku 1837. Následující seznam druhů vychází z :
- rod Petrogale Gray, 1837
  - skupina druhů P. brachyotis
    - Petrogale brachyotis (Gould, 1841) – klokan krátkouchý
    - Petrogale burbidgei Kitchener & Sanson, 1978 – klokan warabi
    - Petrogale concinna Gould, 1842 – klokan rezavý; v některých systémech klasifikován jako člen samostatného rodu Peradorcas[2]

  - skupina druhů P. xanthopus
    - Petrogale persephone Maynes, 1982 – klokan východní
    - Petrogale rothschildi Thomas, 1904 – klokan Rothschildův
    - Petrogale xanthopus Gray, 1855 – klokan žlutonohý

  - skupina druhů P. lateralis/penicillata
    - Petrogale assimilis Ramsay, 1877 – klokan společenský
    - Petrogale coenensis Eldridge & Close, 1992 – klokan mysový
    - Petrogale godmani Thomas, 1923 – klokan Godmanův
    - Petrogale herberti Thomas, 1926 – klokan Herbertův
    - Petrogale inornata Gould, 1842 – klokan nevzhledný
    - Petrogale lateralis Gould, 1842 – klokan černonohý
    - Petrogale mareeba Eldridge & Close, 1992 – klokan nenápadný
    - Petrogale penicillata (Gray, 1825) – klokan skalní
    - Petrogale purpureicollis Le Souef, 1924 – klokan purpurový
    - Petrogale sharmani Eldridge & Close, 1992 – klokan Sharmanův

Rod Petrogale je nejblíže spřízněn se stromovými klokany rodu Dendrolagus. Očekává se, že předek rodu Petrogale pochází rovněž z lesních stanovišť na východním pobřeží Austrálie, tedy z podobného prostředí, v jakém dnes žije druh P. persephone. Nejstarší fosilie byly datovány do pliocénu. Za příčinu masivní evoluční radiace tohoto rodu se pokládá vysušování klimatu a následné změny uzavřených lesů na otevřenější lesy a pastviny. Vzhledem k tomu, že klokani rodu Petrogale vyhledávají pouze specifická stanoviště (skalnaté oblasti), mohlo dojít k mnohačetné izolaci jednotlivých populací, s následnými rychlými speciacemi v plio-pleistocenní epoše (3,7–0,5 mya).
Systematika celého rodu však byla na základě tohoto faktu značně problematická a komplikována množstvím kryptických druhů, zvláště zakládala-li se na pouhé morfologii. Některé morfologicky neodlišitelné populace totiž vykazují dokonce výrazné rozdíly v karyotypu, zatímco populace morfologicky podobných jedinců mají naopak karyotyp shodný (ale navzdory tomu byla i u karyotypově odlišených populací zaznamenána genová introgrese). S přibývajícími genetickými analýzami dochází jak k odhalení kryptických druhových linií, tak k redefinici „klasických“ skupin druhů. Například studie z roku 2014 osamostatnila od P. brachyotis nový druh, Petrogale wilkinsi Thomas, 1926.

## Popis

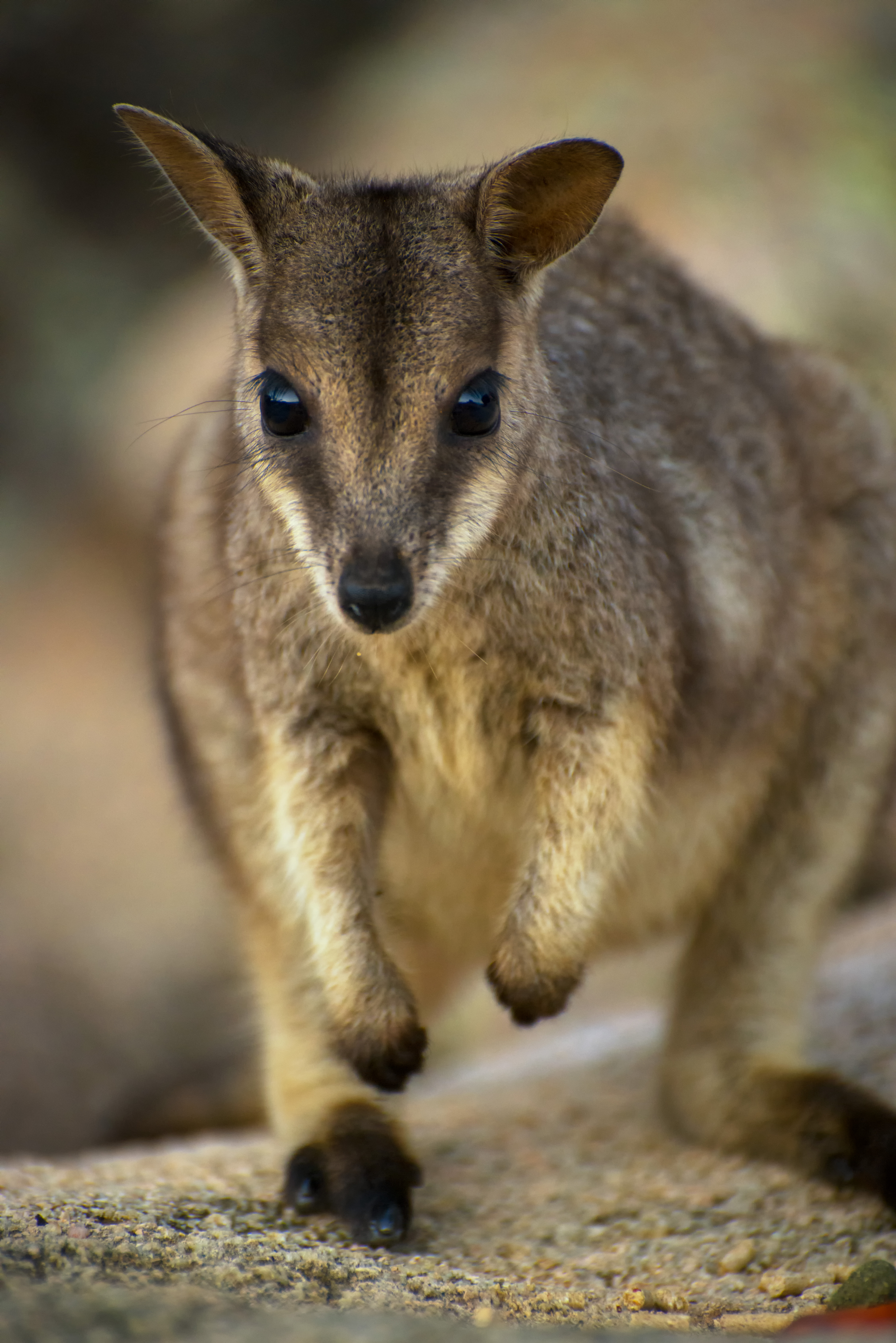
Klokan společenský (Petrogale assimilis)

Klokani rodu Petrogale představují malé až středně velké vačnatce, dosahující hmotnosti 1–12 kg. Objevuje se pohlavní dimorfismus ve velikosti, samci některých druhů mohou být až o 40 % větší nežli samice, ačkoli zbarvení srsti bývá u obou pohlaví totožné. Ocas je dlouhý a válcovitý, zadní končetiny jsou přizpůsobeny pohybu ve skalnatém terénu. Srst je dlouhá a hustá, její barva se pohybuje od světle pískové nebo šedé až po sytě tmavě vínově hnědou, se světlejšími spodními partiemi. Mohou se objevovat barevné pruhy, skvrny, případně jiné podobné znaky. Pozoruhodným zástupcem je klokan purpurový, jenž vylučuje barevný sekret, který mu propůjčuje různě intenzivní fialové zbarvení tváří, hlavy a krku.
Klokani rodu Petrogale představují jednu z nejdiverzifikovanějších skupin klokanů, rozšířenou napříč celou Austrálií. Přirozeným prostředím jsou různá skalnatá stanoviště s přidruženými lesními nebo travnatými porosty. V obtížném terénu jde o zdatná zvířata, schopná svými skoky překonat i čtyřmetrovou vzdálenost; naopak na otevřených prostranstvích působí svými pohyby spíše nemotorně. Jde o striktní býložravce s typicky noční aktivitou, živí se širokou škálou trav, listů, ovoce, květin a semen. Obvykle žijí v koloniích, čítajících od méně než 10 po více než 100 jedinců v závislosti na druhu. V případě klokana společenského bylo zjištěno, že dospělí samec si udržuje dlouhodobé vazby s jednou nebo dvěma samicemi, byť ty nemusí zplodit pouze jeho potomky. Samice rodí obecně jedno, výjimečně dvě mláďata, přičemž se objevuje fenomén poporodního spáření a následné utajené březosti.

## Ohrožení
Na základě Mezinárodního svazu ochranu přírody jsou k roku 2023 tři druhy klokanů rodu Petrogale pokládány za zranitelné (klokan skalní, Sharmanův a černonohý) a tři druhy za ohrožené (klokan mysový, rezavý a východní).